# 迈克·帕克斯
迈克尔·约翰逊·帕克斯（1931年9月24日—1977年8月28日）是一名英国英格兰的赛车手。帕克斯的父亲约翰曾是阿尔维斯集团的主席。
帕克斯参加过7场世界一级方程式锦标赛大奖赛，两次登上颁奖台，总计获得了14个锦标赛积分。帕克斯还取得过一次杆位。帕克斯亦是一名汽车工程师。